# ماريا دي لاس نيبس من البرتغال
انفانتا ماريا دي لاس نيبس من البرتغال (5 أغسطس 1852 - 15 فبراير 1941) هي انفانتا برتغالية، بحيث أنها أكبر أبناء ملك المخلوع ميغيل الأول من البرتغال وزوجته أديلايد من لوفنشتاين-فيرتهايم-روزنبرغ، وشقيقه الكبرى لـ ميغيل، دوق براغانزا، تزوجت من الكارلي ألفونسو كارلوس، دوق سان خايمي.